# Довер (Миннесота)
Довер (англ. Dover) — город в округе Олмстед, штат Миннесота, США. На площади 2,8 км² (2,8 км² — суша, водоёмов нет), согласно переписи 2002 года, проживают 438 человек. Плотность населения составляет 158,5 чел./км².
- Телефонный код города — 507
- Почтовый индекс — 55929
- FIPS-код города — 27-16264[1]
- GNIS-идентификатор — 0642910[2]